# Hlohovičky
Hlohovičky jsou vesnice, část obce Hlohovice v okrese Rokycany v Plzeňském kraji. Nachází se asi dva kilometry východně od Hlohovic. Je zde evidováno 55 adres. V roce 2011 zde trvale žilo 88 obyvatel.
Hlohovičky jsou také název katastrálního území o rozloze 3,88 km².

## Název
V roce 1869 nesla název Lohovičky t. Hlohovičky, v letech 1880–1910 Lohovičky, od roku 1921 se nazývá Hlohovičky.

## Historie
První písemná zmínka o vesnici pochází z roku 1374.

## Obyvatelstvo
| Rok            | 1869 | 1880 | 1890 | 1900 | 1910 | 1921 | 1930 | 1950 | 1961 | 1970 | 1980 | 1991 | 2001 | 2011 | 2021 |
| -------------- | ---- | ---- | ---- | ---- | ---- | ---- | ---- | ---- | ---- | ---- | ---- | ---- | ---- | ---- | ---- |
| Počet obyvatel | 367  | 318  | 304  | 311  | 321  | 280  | 267  | 181  | 159  | 143  | 116  | 108  | 101  | 88   | 66   |
| Počet domů     | 50   | 51   | 51   | 54   | 56   | 57   | 56   | 55   | 55   | 42   | 36   | 39   | 41   | 40   | 42   |

## Obecní správa
Při sčítání lidu v letech 1869–1950 Hlohovičky byly samostatnou obcí, se kterým patřily nejprve do okresu Hořovice, ale v letech 1900–1950 v okrese Rokycany. Od roku 1960 jsou částí obce Hlohovice v okrese Rokycany.